# Colpo segreto
Colpo segreto (L'âge ingrat) è un film del 1964 diretto da Gilles Grangier.